# Województwo sandomierskie (II Rzeczpospolita)
Województwo sandomierskie – projektowane województwo w II Rzeczypospolitej, które ostatecznie nie zostało utworzone ze względu na rozpoczęcie II wojny światowej w 1939 roku. Pomysłodawcą projektu był minister przemysłu i handlu Eugeniusz Kwiatkowski. Utworzenie województwa było ściśle związane z realizacją jednego z największych gospodarczych przedsięwzięć państwa w dwudziestoleciu międzywojennym – Centralnego Okręgu Przemysłowego – którego siedzibą administracyjną według pierwszych planów miał być właśnie Sandomierz.
Województwo miało obejmować środkowo-południowy obszar Polski o powierzchni 24,5 tys. km² i miało powstać pod koniec 1939 roku. Zakładano, że będzie miało 20 powiatów.

## Powstanie
Historyczne miasto Sandomierz było jednym z ważniejszych ośrodków miejskich w Królestwie Polskim i później Rzeczypospolitej Obojga Narodów. Miasto było stolicą dużego województwa sandomierskiego. Znaczenie miasta zmalało po rozbiorach Polski. W okresie zaborów Sandomierz stał się miastem pogranicznym pomiędzy Królestwem Polskim a Galicją. Stracił swoje znaczenie administracyjne i gospodarcze.
I wojna światowa zniszczyła miasto, a znaczny ubytek ludności spowodował zastój ekonomiczny. Sandomierz stał się prowincjonalnym miasteczkiem z niespełna 6 tysiącami mieszkańców. Miasto było siedzibą powiatu, 9. gminą w województwie kieleckim.
Sytuacja zaczęła się zmieniać w 1937 roku po publicznym oświadczeniu ministra przemysłu i handlu.

... dziś stawiamy nowe hasło w programie uprzemysłowienia, które otrzymuje symboliczną i skrócona nazwę: Okręg Centralny – Sandomierz.

Według innych źródeł Kwiatkowski ogłosił Sandomierz stolicą COP na początku 1935 roku.
Sandomierz nie był największym miastem na obszarze COP, gdyż dużo większymi były Kielce, Lublin i Radom, z których Kielce i Lublin były już stolicami województw (kieleckie, lubelskie), ale Sandomierz był położony w samym centrum tego regionu.
Miasto było dogodnie położone nad Wisłą i miało połączenie kolejowe ze Skarżyskiem-Kamienną, Lwowem i Dębicą. Pobliski węzeł Rozwadów zapewniał połączenie z Lublinem, a ponadto rząd planował budowę linii kolejowej Górny Śląsk–Sandomierz–Wołyń.

## Kwestia stolicy nowego województwa

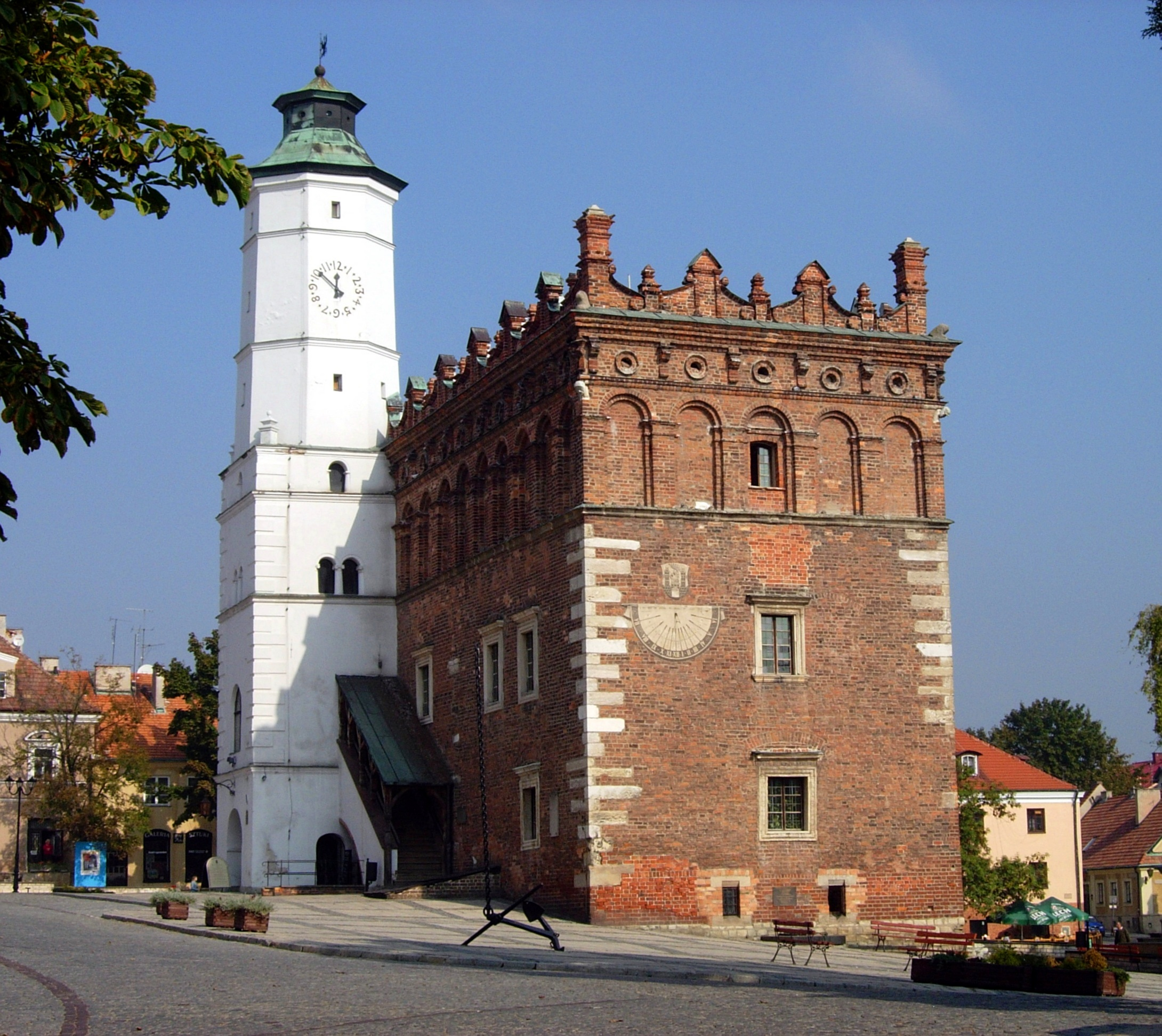
Historyczny ratusz w Sandomierzu

Utworzenie COP i plan powstania nowego województwa zostały przychylnie przyjęte w Sandomierzu. Przewidując szybki rozwój i powiększenie miasta, władze miejskie rozpoczęły kilka projektów, m.in. budowę budynków biurowych, kilku dróg i nowych dzielnic. Wszystko nadzorował dr inż. architekt Jan Zachwatowicz z Politechniki Warszawskiej.
Tak zwany projekt Wielkiego Sandomierza przewidywał, że w ciągu kilku lat populacja miasta wzrośnie do 120 tys., a jego obszar do 2600 ha. 6 czerwca 1939 roku miało miejsce spotkanie lokalnych polityków i architektów z Politechniki Warszawskiej. Omawiali oni plan budowy nowej ekskluzywnej dzielnicy z przestronnym domem kultury, teatrem, domami handlowymi, mieszkaniami spółdzielczymi i obszarami zieleni miejskiej. Miała zostać otwarta także szkoła wyższa.
Jednocześnie jednak w kręgach rządowych i opiniotwórczych coraz więcej zwolenników zyskiwał pomysł zlokalizowania siedziby województwa w większym, lepiej skomunikowanym z resztą okręgu i kraju, położonym na głównym szlaku Kraków – Lwów i co ważniejsze, dysponującym na miejscu fabrykami zbrojeniowymi Rzeszowie, co miało na wypadek wojny duże znaczenie decyzyjno-strategiczne. Z petycją w sprawie ulokowania siedziby planowanego województwa w Rzeszowie, a nie Sandomierzu, zwróciła się do rządu krakowska Izba-Przemysłowo Handlowa. Od strony strategicznej zlokalizowanie stolicy województwa w Rzeszowie dawało możliwość objęcia, w przeciwieństwie do koncepcji „sandomierskiej” całości terenów tzw. obszaru „C” – czyli przetwórczego COP (a więc także fabryk zbrojeniowych na południu regionu: Jasło, Krosno, Sanok) w ramach jednego województwa. Poza tym, co podkreślano, nie wiązałaby się z tym konieczność dyskutowania nad ewentualnym pozbawieniem rangi stolic województw Lublina czy Kielc. Plan rozwoju Rzeszowa opracowany w Warszawie na zlecenie władz państwowych w roku 1938 (i zatwierdzony przez nie) przewidywał wzrost w ciągu 30 lat liczby mieszkańców Rzeszowa do 150 tys. a powierzchni do ok. 4 tys. ha., jak również przewidywał udostępnienie rzeszowskiego zamku na potrzeby siedziby wojewody. Pomiędzy Sandomierzem a Rzeszowem zaczęła toczyć się wówczas prawdziwa rywalizacja w tej kwestii, przechylając, jak sugerują dokumenty tamtych czasów, od 1939 roku szalę zwycięstwa na korzyść Rzeszowa.

## Województwo
Planowane województwo sandomierskie miało obejmować 20 powiatów z czterech istniejących województw. Całkowita powierzchnia miała wynosić 24,5 tys. km². Inne projekty określały, że nowe województwo będzie obejmować cały Centralny Okręg Przemysłowy, o powierzchni 59 951 km² z 46 powiatami.
Eugeniusz Kwiatkowski zaoferował stanowisko wojewody prezydentowi Warszawy Stefanowi Starzyńskiemu.
Najbardziej prawdopodobnie liczba powiatów zostałaby zmniejszona do 20, które znajdowały się już w czterech innych istniejących województwach.
| Powiat              | Poprzednie województwo | Powierzchnia [km²] | Ludność |
| ------------------- | ---------------------- | ------------------ | ------- |
| powiat sandomierski | kieleckie              | 1186               | 124 400 |
| powiat opatowski    | kieleckie              | 1639               | 186 500 |
| powiat stopnicki    | kieleckie              | 1590               | 153 200 |
| powiat radomski     | kieleckie              | 2095               | 166 900 |
| Radom (miasto)      | kieleckie              | 25                 | 77 900  |
| powiat kielecki     | kieleckie              | 2052               | 244 100 |
| powiat kozienicki   | kieleckie              | 1857               | 143 100 |
| powiat iłżecki      | kieleckie              | 1835               | 162 400 |
| powiat pińczowski   | kieleckie              | 1148               | 126 000 |
| powiat janowski     | lubelskie              | 1960               | 152 700 |
| powiat biłgorajski  | lubelskie              | 1720               | 116 900 |
| powiat mielecki     | krakowskie             | 901                | 77 500  |
| powiat dębicki      | krakowskie             | 1141               | 110 900 |
| powiat dąbrowski    | krakowskie             | 650                | 66 700  |
| powiat tarnowski    | krakowskie             | 881                | 142 400 |
| powiat tarnobrzeski | lwowskie               | 949                | 72 200  |
| powiat niżański     | lwowskie               | 973                | 64 200  |
| powiat kolbuszowski | lwowskie               | 873                | 69 600  |
| powiat rzeszowski   | lwowskie               | 1270               | 185 100 |
| powiat łańcucki     | lwowskie               | 889                | 97 700  |
| powiat przeworski   | lwowskie               | 415                | 61 400  |

1 września 1939 Polskę zaatakowały nazistowskie Niemcy, a 17 września Związek Radziecki. II Rzeczpospolita przestała istnieć, w związku z czym projekt województwa sandomierskiego nie został nigdy zrealizowany.